# Великобритания на летних Олимпийских играх 1936
На летних Олимпийских играх 1936 года Великобританию представляли 208 спортсменов (171 мужчина, 37 женщин). Они завоевали 4 золотых, 7 серебряных и 3 бронзовых медали, что вывело сборную на 10-е место в неофициальном командном зачёте.

## Медалисты
| Медаль  | Спортсмен                                                                  | Вид спорта           | Дисциплина                               |
| ------- | -------------------------------------------------------------------------- | -------------------- | ---------------------------------------- |
| Золото  | Кристофер Боардман Майлс Беллвилл Расселл Хармер Чарльз Лиф Леонард Мартин | Парусный спорт       | Класс «6 метров»                         |
| Золото  | Джек Бересфорд Дик Саутвуд                                                 | Академическая гребля | Мужчины, двойки парные                   |
| Золото  | Фредерик Волфф Годфри Рэмплинг Уильям Робертс Годфри Браун                 | Лёгкая атлетика      | Мужчины, эстафета 4×400 м                |
| Золото  | Харольд Уитлок                                                             | Лёгкая атлетика      | Мужчины, ходьба 50 км                    |
| Серебро | Томас Бристоу Алан Баретт Питер Джексон Джон Стеррок                       | Академическая гребля | Мужчины, четвёрки распашные без рулевого |
| Серебро | Годфри Браун                                                               | Лёгкая атлетика      | Мужчины, 400 м                           |
| Серебро | Дональд Финлей                                                             | Лёгкая атлетика      | Мужчины, 110 м с барьерами               |
| Серебро | Эрнест Харпер                                                              | Лёгкая атлетика      | Мужчины, марафон                         |
| Серебро | Эйлин Хискок Вайолет Олни Одри Браун Барбара Берк                          | Лёгкая атлетика      | Женщины, эстафета 4×100 м                |
| Серебро | Дороти Одам                                                                | Лёгкая атлетика      | Женщины, прыжки в высоту                 |
| Серебро | Дэвид Дауни Bryan Fowler Humphrey Patrick Guinness William Hinde           | Поло                 | Мужчины                                  |
| Бронза  | Алек Скотт Эдвард Ховард-Вайс Ричард Фаншо                                 | Конный спорт         | Конное троеборье, командное первенство   |
| Бронза  | Эрнест Миллс Гарри Хилл Эрнест Джонсон Чарльз Кинг                         | Велоспорт            | Мужчины, командная гонка преследования   |
| Бронза  | Питер Скотт                                                                | Парусный спорт       | Класс «Олимпик-1936»                     |

## Результаты соревнований

### Академическая гребля
Соревнования в академической гребле на Играх 1936 года проходили с 11 по 14 августа. В следующий раунд из каждого заезда проходили несколько лучших экипажей (в зависимости от раунда и дисциплины). В финал выходили 6 сильнейших экипажей.
Мужчины
| Соревнование | Спортсмены               | Предварительный заезд | Предварительный заезд | Предварительный заезд | Отборочный заезд | Отборочный заезд | Отборочный заезд | Полуфинал     | Полуфинал     | Полуфинал     | Финал                 | Финал                 |
| Соревнование | Спортсмены               | Заезд                 | Время                 | Место                 | Заезд            | Время            | Место            | Заезд         | Время         | Место         | Время                 | Место                 |
| ------------ | ------------------------ | --------------------- | --------------------- | --------------------- | ---------------- | ---------------- | ---------------- | ------------- | ------------- | ------------- | --------------------- | --------------------- |
| одиночки     | Хамфри Уоррен            | 4                     | 7:27,0                | 1 Q                   | не участвовал    | не участвовал    | не участвовал    | 2             | 8:08,8        | 4             | завершил выступление  | завершил выступление  |
| двойки       | Томас Кри Дэвид Бёрнфорд | 3                     | 7:32,5                | 3                     | 1                | 9:14,4           | 2                | не проводится | не проводится | не проводится | завершили выступление | завершили выступление |